# Maclovia iboensis
Maclovia iboensis är en ringmaskart som beskrevs av Grube 1878. Maclovia iboensis ingår i släktet Maclovia och familjen Oenonidae. Inga underarter finns listade i Catalogue of Life.